# My Story Classical
MY STORY Classical – siedemnasty remiksowy album Ayumi Hamasaki wydany 24 marca 2005. Zawiera zbliżone stylistycznie do muzyki poważnej wersje utworów z jej szóstego albumu MY STORY. Większość utworów zostało nagranych przy współpracy francuskiej Orkiestry Lamoureux pod dyrygenturą Yutaka Sado.
Album znalazł się na 4. miejscu w rankingu Oricon. Sprzedano 81 700 kopii.

## Lista utworów
| #  | Tytuł                           | Czas |
| -- | ------------------------------- | ---- |
| 1  | "WONDERLAND"                    | 5:27 |
| 2  | "Moments"                       | 5:30 |
| 3  | "HAPPY ENDING"                  | 4:54 |
| 4  | "GAME"                          | 4:34 |
| 5  | "HOPE or PAIN"                  | 4:39 |
| 6  | "Kaleidoscope"                  | 5:45 |
| 7  | "CAROLS"                        | 5:49 |
| 8  | "walking proud"                 | 5:04 |
| 9  | "Catcher In The Light"          | 5:39 |
| 10 | "HONEY"                         | 5:15 |
| 11 | "winding road"                  | 5:23 |
| 12 | "A Song is born" (Bonus Track ) | 5:37 |